# Sankt Ulrich im Mühlkreis
Sankt Ulrich im Mühlkreis település Ausztriában, Felső-Ausztria tartományban, a Rohrbachi járásban, területe 16 km².

## Fekvése
Tengerszint feletti magassága 622 méter. Sankt Ulrich im Mühlkreis Sankt Peter am Wimberg, Sankt Johann am Wimberg, Niederwaldkirchen, Kleinzell im Mühlkreis és Neufelden településekkel határos.

## Népesség
Lakosainak száma 633 fő (2018. január 1.).